# Symfonie nr. 82 (Haydn)
De Symfonie nr. 82 is een symfonie van Joseph Haydn, voltooid in 1786. Het is de eerste uit zijn Parijse symfonieënreeks, die hij schreef in opdracht van graaf d'Ogny. De symfonie werd voor het eerst uitgevoerd in 1787 door het Concert de la Loge Olympique in Parijs. De première werd gedirigeerd door Joseph Boulogne Chevalier de Saint-Georges.

## Bezetting
- 1 Fluit
- 2 hobo's
- 2 fagotten
- 2 Hoorns of trompetten
- Pauken
- Strijkers
- Klavecimbel

## Delen
Het werk bestaat uit vier delen:
1. Vivace assai
2. Allegretto
3. Menuetto en trio
4. Finale: Vivace

1 · 2 · 3 · 4 · 5 · 6 (Le Matin) · 7 (Le Midi) · 8 (Le Soir) · 9 · 10 · 11 · 12 · 13 · 14 · 15 · 16 · 17 · 18 · 19 · 20 · 21 · 22 (De Filosoof) · 23 · 24 · 25 · 26 (Lamentatione) · 27 · 28 · 29 · 30 (Halleluja) · 31 (Hoornsignaal) · 32 · 33 · 34 · 35 · 36 · 37 · 38 (Echo) · 39 · 40 · 41 · 42 · 43 (Mercurius) · 44 (Treursymfonie) · 45 (Afscheidssymfonie) · 46 · 47 (Palindroom) · 48 (Maria Theresia) · 49 (La Passione) · 50 · 51 · 52 · 53 (L'Impériale) · 54 · 55 (De schoolmeester) · 56 · 57 · 58 · 59 (Vuursymfonie) · 60 (Il distratto) · 61 · 62 · 63 (La Roxelane) · 64 (Tempora mutantur) · 65 · 66 · 67 · 68 · 69 (Laudon) · 70 · 71 · 72 · 73 (La chasse) · 74 · 75 · 76 · 77 · 78 · 79 · 80 · 81

88 · 89 · 90 · 91 · 92 (Oxford)

- Bibliothèque nationale de France: cb14810758j (data)
- Gemeinsame Normdatei: 4530309-5
- Library of Congress Control Number: n82154969
- MusicBrainz work: 012c83ac-081e-4206-ad1f-5622f8547c08
- Nationale bibliotheek van Australië: 35222272
- Nationale Bibliotheek van Israël: 987007439097705171
- Virtual International Authority File: 174590426